# Oletta
Oletta är en kommun i departementet Haute-Corse på ön Korsika i Frankrike. Kommunen ligger i kantonen La Conca-d'Oro som tillhör arrondissementet Bastia. År 2022 hade Oletta 1 816 invånare.

## Befolkningsutveckling
Antalet invånare i kommunen Oletta
Referens:INSEE